# Drezzo
Drezzo es una localidad italiana perteneciente al municipio de Colverde de la provincia de Como, región de Lombardía, con 1100 habitantes.
Fue un municipio independiente hasta 2014, en que fue disuelto y pasó a formar parte del municipio de Colverde.

## Evolución demográfica
| Gráfica de evolución demográfica de Drezzo entre 1861 y 2001 |
|                                                              |
| Fuente ISTAT - elaboración gráfica de Wikipedia              |